# 大福信用金庫
大福信用金庫（だいふくしんようきんこ）は、かつて存在した信用金庫。大阪府大阪市福島区に本店を置いていた。大阪府茨木市にも支店を設置していた。

## 沿革
- 1931年（昭和6年）1月 - 靱信用購買利用組合として設立。
- 1951年（昭和26年）10月 - 信用金庫に転換、大福信用金庫に改組。
- 2008年（平成20年）6月 - 大阪府内に本店を置く信用金庫相互間ATM手数料無料サービス「しんきん大阪ゼロネット」を開始。
- 2013年（平成25年）11月5日 -  大阪市信用金庫（大阪市中央区）及び 大阪東信用金庫（八尾市）と対等合併。存続金庫となる大阪市信用金庫は大阪シティ信用金庫に改称[1][2]。